# Eparchia kirowohradzka
Eparchia kirowohradzka – jedna z eparchii Ukraińskiego Kościoła Prawosławnego Patriarchatu Moskiewskiego, z siedzibą w Kropywnickim. Funkcje jej katedry pełni sobór Narodzenia Matki Bożej w Kropywnyckim. 

Eparchia kirowohradzka na tle podziału administracyjnego UKP PM

Eparchia została erygowana w 1947 i objęła terytorium obwodu kirowogradzkiego. W 1948 dołączono do niej także obwód mikołajowski. W 1992 decyzja ta została cofnięta; powstała wówczas odrębna eparchia mikołajowska. W 2008 eparchia liczyła 197 parafii zgrupowanych w 14 dekanatach. Jedynym klasztorem na jej terenie jest męski monaster św. Elżbiety w Kropywnyckim. 

## Biskupi kirowohradzcy[2]
- Michał (Rubinski), 1947[4]
- Teodozjusz (Kowernynski), 1948–1949
- Eustraty (Podolski), 1949–1951
- Hilarion (Prochorow), 1951–1953
- Innocenty (Leofierow), 1953–1958
- Nestor (Anisimow), 1958–1962
- Ignacy (Demczenko), 1962–1965
- Bogolep (Ancuch), 1965–1977
- Sebastian (Pyłypczuk), 1977–1989
- Bazyli (Wasylcew), 1989–1998
- Pantelejmon (Romanowski), 1998–2011
- Joazaf (Hubeń), 2011-2022[5]
- Mikołaj (Pocztowy), od 2022[6]